# Aéroport de Dijon-Bourgogne
L'aéroport de Dijon-Bourgogne est un aéroport du département de la Côte-d'Or en région Bourgogne-Franche-Comté.

## Caractéristiques
L'aéroport se situe sur l'emplacement de l'ancienne base aérienne 102 sur la commune d'Ouges.
Anciennement géré par la Chambre de commerce et d'industrie de Côte-d'Or, il est exploité par Edeis, qui avait repris en 2016 les actifs en France de SNC-Lavalin .
Après une redéfinition de la stratégie par le syndicat mixte de l'aéroport (SMADL, constitué par le conseil régional et Dijon Métropole) son activité est désormais orientée essentiellement vers l'aviation d'affaire, le transport sanitaire (vols des hélicoptères du SAMU mais aussi les vols en vue de dons d'organes pour toute la région), les sociétés basées et les travaux aériens (sans oublier l'aviation de loisirs). Cette stratégie ne porte ainsi pas d'ombre au transport public de passagers qui, lui, continue de se développer sur l'aéroport de Dole-Jura
Cet aéroport fait partie des 4 aéroports gérés par EDEIS en Bourgogne Franche-Comté avec Chalon-sur-Saône, Auxerre et Dole (ce dernier à compter du 1er janvier 2020).

## Activité
- Flying Doctors (docteurs volants) :

Ces rotations permettent de faire voler des médecins du CHU de Dijon vers l’hôpital de Nevers depuis début 2023. Jusqu’ici, c’était la compagnie Fly 7 qui opérait avec un jet Pilatus PC12 de 8 places. Depuis le printemps 2024, c'est la compagnie Revolution'Air et son avion Diamond DA-62 de 4 places qui assure le pont aérien.
- Aviation d'Affaires (ou « Executive ») :

L'aéroport est une plateforme d'aviation d'affaires, des compagnies « executive » comme Netjets, TAG Aviation, Jetfly Aviation et Aerovision s'y posent régulièrement.
Des personnalités politiques (la plupart des présidents et membres des différents gouvernements y ont atterri), de la musique (Deep Purple, Scorpions, Johnny Hallyday, ou encore David Gilmour pour son concert d'Arc-et-Senans en 2016), mais aussi du cinéma, des affaires, du monde sportif (telles les équipes de Ligue 1 affrontant le Dijon FCO) ou de la jet-set (comme Dan Blizzerian) s'y sont posées.
La plupart des types d'avions d'affaires ont fréquenté la plateforme, ainsi que des avions de ligne en version business (principalement des Boeing B737 et B757 BBJ et Embraer Legacy 600 (ERJ135) et Lineage 1000 (EMB190) ).
En 2023, la compagnie Suisse Fly 7 proposait son Pilatus PC-12 au départ de Dijon. En 2024, JC Aviation FL et Revolution'Air proposent leurs appareils au départ de Dijon pour le transport à la demande.
- Vols Loisirs :

De nombreux pilotes privés profitent du site. BFC Parachutisme propose des sauts tandem durant la saison propice, généralement assurés depuis un Pilatus PC-6, mais pour la saison 2018 c'est un PAC 750XL (F-HMIE) qui assure cette prestation.
- Vols Réguliers :

Au début des années 1960, la compagnie britannique Skyways Coach Air (devenue en 1971, Skyways International puis Dan-Air Skyways en 1972 et enfin Dan-Air en 1974) assure une ligne saisonnière vers Lympne dans le Kent en Grande-Bretagne.
En 1969 et 1970, Air Paris assurait la liaison vers Paris (Orly-Sud), Dijon était une escale du vol Poitiers - Mulhouse de la compagnie Air Poitou-Charentes.
En 1973, lors de l’inauguration de l’aérogare, il était possible de rejoindre Nancy, Limoges et Bordeaux au départ de Dijon.
La compagnie Airlec volait vers Bordeaux et Toulouse dans les années 90 puis Proteus Airlines volait vers Lille et Londres dans les mêmes années.
Eastern Airways volait vers Bordeaux, Toulouse et Nantes jusqu'en juin 2014 et assurait des vols saisonniers vers Southampton.
Les compagnies Dan Air London, Air France, Buzz, ont assuré une activité régulière à Longvic. Les compagnies Luxair, Brussels Airlines ou encore Iberia Air Nostrum ont également ouvert des vols réguliers saisonniers pour des destinations de villégiature.
Depuis le départ d'Eastern Airways, aucune compagnie ne dessert régulièrement l'aéroport.
- Vols Charters :

Différents opérateurs proposent des vols touristiques à destination de la Corse, de l'Espagne, de l'Italie, du Maghreb, du Moyen-Orient et de l'Afrique. Toutefois, cette activité est pour l'instant arrêtée, l'aéroport de Dole-Jura ayant récupéré ces trafics.
Quelques compagnies ayant opéré des charters depuis l'aéroport (liste non exhaustive) : Tunisair, Sevenair, Royal Air Maroc, S7, Eurofly, Smart Wings, ASL Airlines, Air Méditerranée, First Choice Airways, Air Malta, Axis, Thomas Cook Airlines, Astra Airlines, Aigle Azur, British Airways...
- Aviation militaire :

Malgré la fermeture de la Bbase aérienne 102 Dijon-Longvic en 2016, des avions militaires français et étrangers se posent parfois. Il s'agit principalement d'appareils de transports, venant pour de l'entrainement ou en "stop fuel". Les forces aériennes marocaines viennent parfois amener en CASA CN-235 ou Lockheed C-130 Hercules les appareils de la patrouille Marche Verte pour leur checks chez une société basée sur le petit aérodrome voisin de Darois, que les avions légers de la formation rejoignent ensuite en quelques minutes de vol de l’aéroport. Des Boeing KC-135 Stratotanker de l'Armée de l'air ou plus rarement des Airbus A310 de la Luftwaffe viennent parfois effectuer des "touch and go" d’entrainement sur le site.

## Événements notables et manifestations publiques
Le 15 avril 1959, la Caravelle Lorraine d'Air France se pose en provenance de Paris Orly à l'issue d'un vol de 46 minutes effectué en vol plané.
En 1987, l'avion de ligne supersonique Concorde y atterrit lors d'un vol spécial.
En juillet 2017 l'aéroport accueille[réf. nécessaire] le meeting de France[Quoi ?]. Ce meeting a également eu lieu en 2019.
Il faut aussi mentionner les Meetings nationaux de l'air organisés sur la Base aérienne 102 Dijon-Longvic voisine.
Au-delà de ces évènements, EDEIS a à cœur de faire du site un lieu de vie. Ainsi, ces trois dernières années, l'aéroport a accueilli le Vélotour, un festival de cerf-volant, des concerts de musique électronique, des essais automobiles médiatisés (Direct 8, Porsche...) ou non, des courses de vélo à pignon fixe, des courses à pied au profit du téléthon, etc.

## Caractéristiques techniques
Deux pistes, l'une de 2 400 m, l'autre de 1 800 m.
Aides à l'atterrissage : GNSS - VOR
Balisage lumineux : HI/BI - PAPI - Rampe d'approche - Feux à éclats

## Statistiques
| Année                                           | 1997   | 1998   | 1999   | 2000   | 2001   | 2002   | 2003   | 2004   | 2005   | 2006   | 2007   | 2008   | 2009   | 2010   | 2011   | 2012   | 2013   | 2014  | 2015  | 2016 | 2017 |
| ----------------------------------------------- | ------ | ------ | ------ | ------ | ------ | ------ | ------ | ------ | ------ | ------ | ------ | ------ | ------ | ------ | ------ | ------ | ------ | ----- | ----- | ---- | ---- |
| Nombre total de passagers (tous vols confondus) | 21 428 | 27 888 | 25 748 | 25 074 | 20 589 | 46 449 | 26 479 | 12 451 | 10 437 | 11 728 | 14 112 | 14 610 | 13 232 | 18 678 | 46 145 | 40 552 | 25 551 | 7 715 | 2 025 | 0    | 0    |

## Perspectives
Le développement de l'activité aéroportuaire à Dijon-Bourgogne a été sujet à débats. La localisation à proximité immédiate de l'agglomération dijonnaise n'est pas favorable à une augmentation des mouvements. Par ailleurs, la concurrence de l'aéroport de Dole-Jura, situé à 50 km et objet lui-même d'un plan de développement ambitieux (mais remis en question) est susceptible de gêner les projets s'ils ne sont pas coordonnés. Enfin, le réseau TGV est capable de rabattre efficacement les passagers internationaux vers les aéroports de Paris, Lyon ou Bâle-Mulhouse.
Désormais l'aéroport va continuer à se développer sur les aviations d'affaires, sanitaire et de loisirs, domaines dans lesquels les résultats sont plus qu'encourageants (croissance à deux chiffres chaque année depuis 2015). Le site sert aussi de pole mécanique, avec en plus de l'aviation des sociétés dans l'automobile sportive (préparation automobile, covering...). Enfin c'est aussi une sorte de zone artisanale avec l'installation d'ateliers artistiques, d'un studio de shooting photo et vidéo, une base de food-truck et d'autres activités diverses et variées. Au total près de 60 sociétés sont implantées sur le site, une dizaine d'association et quelques particuliers.